# Slotshaven Gymnasium
Slotshaven Gymnasium er et gymnasium, der ligger i Holbæk. Det tilbyder HHX og HTX. Gymnasiet har omkring 700 elever.